# Sandra Eriksson
Sandra Eriksson (ur. 4 czerwca 1989 w Nykarleby) – fińska lekkoatletka, specjalizująca się w biegu na 3000 metrów z przeszkodami.

## Osiągnięcia
- 10. miejsce w mistrzostwach Europy juniorów (Hengelo 2007)
- 5. lokata podczas mistrzostw świata juniorów (Bydgoszcz 2008)
- 4. miejsce na młodzieżowych mistrzostwach Europy (Kowno 2009)
- 5. miejsce na halowych mistrzostwach Europy (bieg na 3000 metrów, Praga 2015)
- reprezentantka kraju w zawodach pucharu Europy, drużynowych mistrzostwach Europy oraz meczach międzypaństwowych
- wielokrotna mistrzyni kraju na różnych dystansach

W 2009 zajęła 31. miejsce w eliminacjach i nie awansowała do finału podczas mistrzostw świata. Rok później zajęła 14. lokatę w eliminacjach na mistrzostwach Europy, a w 2011 23. miejsce w eliminacjach nie dało jej awansu do finału podczas mistrzostw świata.
W 2012 reprezentowała Finlandię na igrzyskach olimpijskich w Londynie. 8. miejsce w swoim biegu eliminacyjnym nie dało jej awansu do finału.

## Rekordy życiowe
- Bieg na 3000 metrów z przeszkodami – 9:34,71 (2014) były rekord Finlandii
- Bieg na 3000 metrów z przeszkodami (hala) – 9:58,71[1] (2009) rekord Finlandii
- Bieg n 1500 metrów (hala) – 4:11,89 (2015) rekord Finlandii
- Bieg na milę (hala) – 4:30,91 (2016) rekord Finlandii
- Bieg na 3000 metrów (hala) – 8:54,06 (2015) rekord Finlandii